# Anthony Thirlwall
Anthony Philip Thirlwall (21 aprile 1941 – 8 novembre 2023) è stato un economista britannico.
Professore di Economia applicata presso l'Università del Kent, è stato tra i più influenti esponenti della scuola post-keynesiana.
Ha fornito importanti contributi alla teoria dell'economia regionale, all'analisi della disoccupazione e dell'inflazione, alla teoria della bilancia dei pagamenti, alle teorie sulla crescita e sullo sviluppo economico, con particolare riguardo ai paesi in via di sviluppo. È autore del best seller (Palgrave Macmillan) giunto alla nona edizione. È anche il biografo e curatore testamentario dei lavori di Nicholas Kaldor, famoso economista dell'Università di Cambridge. Il contributo più notevole da lui dato alla teoria economica è stato, nel 1979, la legge di Thirlwall, cioè la dimostrazione del legame tra crescita di un'economia ed esportazioni, in determinate condizioni macoreconomiche.

## Biografia
Thirlwall ha iniziato la carriera di docente come assistente alla statunitense Clark University nel 1962 e poi come docente di economia all'Università di Cambridge negli anni 1963 e 1964. In seguito si è trasferito all'Università di Leeds come assistente dal 1964 al 1966. Nel 1966 entra a far parte della nuova Università del Kent dove viene nominato professore di Economia applicata nel 1976. Nella sua carriera nel Kent ha ricoperto diverse posizioni come consulente e professore associato: Ministry of Overseas Development (1966); Department of Employment and Productivity (1968–70); West Virginia University (1967); Università di Princeton (1971–72); Università di Papua Nuova Guinea (1974); Università di Cambridge (1979, 1986); Università di Melbourne (1981, 1988) e La Trobe University (1994). È stato prolusore presso l'Università Tecnica di Lisbona (1984); Università nazionale autonoma del Messico (2000) e il Istituto politecnico nazionale del Messico (2008 e 2011).
Tra il 1971 e il 1991 ha organizzato undici seminari biennali su Keynes presso il Keynes College dell'Università di Kent, per commemorare la vita e l'opera di John Maynard Keynes. Negli anni ottanta ha fatto parte del comitato esecutivo del Consiglio della Royal Economic Society e ha curato la pubblicazione dei volumi delle conferenze della Confederation of European Economic Associations. Negli anni novanta è stato attivista nella campagna perché il Regno Unito non aderisse all'euro, essendo un Trustee della New Europe Research Trust e membro del Consiglio di Business per la Sterlina. Attualmente è redattore generale della pubblicazione The Great Thinkers in Economics Series della Palgrave Macmillan.

### Consulenze
Thirlwall è stato consulente per il Pacific Islands Development Programme in Hawaii (1989–90), della African Development Bank (1993–94), della Tongan Development Bank (1996), della Asian Development Bank (2003) e della United Nations Conference on Trade and Development (UNCTAD) (2004–06).

### Attività editoriale
Ha fatto parte dei seguenti comitati editoriali:
- Journal of Development Studies (1979–2006)
- Journal of Post Keynesian Economics (1988–)
- African Development Review (1998–)
- International Journal of Human Development(2005–)
- Estudios de Economia, Portugal (1997–2002)

## Pubblicazioni
- Thirlwall A.P., Economics of development : theory and evidence, Basingstoke New York, Palgrave Macmillan, 2011  [1972], ISBN 0-230-22229-3.
- Thirlwall A.P., Inflation, saving and growth in developing economies, London, Macmillan, 1974, ISBN 0-333-17310-4.
- Dixon R. J., Regional growth and unemployment in the United Kingdom, Thirlwall A.P., London, Macmillan, 1975, ISBN 0-333-15561-0.
- Thirlwall A.P., Financing economic development, London, Macmillan, 1976, ISBN 0-333-17792-4.
- Thirlwall A.P., Balance-of-payments theory and the United Kingdom experience, Gibson H.D., Basingstoke, Macmillan, 1986  [1980], ISBN 0-333-42109-4.
- Thirlwall A.P., Nicholas Kaldor, Brighton, Wheatsheaf, 1987, ISBN 0-7450-0108-4.
- Bazen Stephen, Deindustrialization, Thirlwall A.P., Oxford, Heinemann Educational, 1989, ISBN 9780435330057.
- Thirlwall A.P., The performance and prospects of the Pacific Island economies in the world economy, Honolulu, Hawaii, Pacific Islands Development Program, East-West Center, 1991, ISBN 0-86638-130-9.
- McCombie J. S. L., Economic growth and the balance-of-payments constraint, Thirlwall A.P., New York, St. Martin's Press, 1994, ISBN 978-0312101831.
- Thirlwall A.P., The economics of growth and development, Aldershot, Hants, England Brookfield, Vt., USA, E. Elgar, 1995, ISBN 1-85898-207-3.
- Thirlwall A.P., Macroeconomic issues from a Keynesian perspective:  Selected Essays of A.P. Thirlwall, Vol 2, Cheltenham, UK Lyme, US, E. Elgar Pub, 1997, ISBN 1-85898-605-2.
- Thirlwall A.P., The euro and regional divergence in Europe, London, New Europe, 2000, ISBN 0-9536360-1-1.
- Thirlwall A.P., The nature of economic growth : an alternative framework for understanding the performance of nations, Cheltenham, Edward Elgar, 2003, ISBN 1-84376-338-9.
- Thirlwall A.P., Trade, the balance of payments and exchange rate policy in developing countries, Cheltenham, UK Northampton, MA, USA, E. Elgar Pub, 2003, ISBN 1-84376-229-3.
- McCombie J. S. L., Essays on balance of payments constrained growth : theory and evidence, Thirlwall A.P., London New York, Routledge, 2004, ISBN 978-0-415-32631-5.
- Thirlwall A.P., Trade liberalisation and the poverty of nations, Cheltenham, UK Northampton, MA, Edward Elgar, 2008, ISBN 1-84720-822-3.
- Thirlwall A.P., Economic growth in an open developing economy : the role of structure and demand, Cheltenham, UK, Edward Elgar, 2013, ISBN 9781781955338.